# Manganato

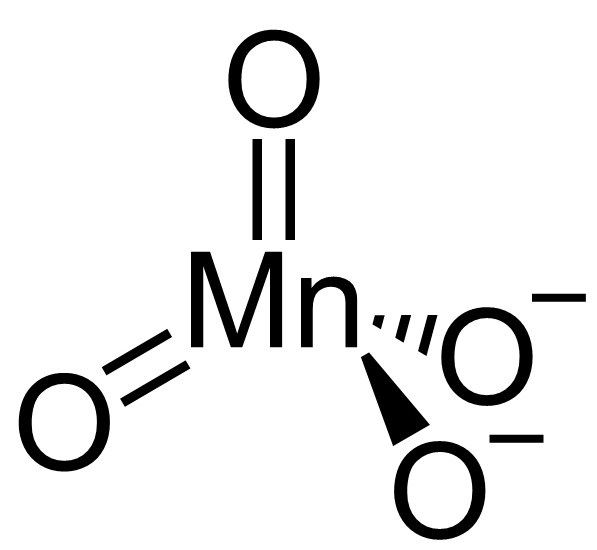
Struttura del manganato

Nella nomenclatura inorganica, un manganato è una qualsiasi entità molecolare caricata negativamente con il manganese come atomo centrale Tuttavia, il nome viene solitamente utilizzato per riferirsi all'anione tetraossidomanganato(2-) (MnO42-) noto anche come manganato(VI) perché contiene manganese allo stato di ossidazione +6. I manganati sono gli unici composti di manganese(VI) conosciuti.
Altri manganati includono l'ipomanganato (detto anche manganato(V): MnO43-),il permanganato (o manganato(VII), MnO4-) e la dimanganite (o dimanganato(III), Mn2O66-).
Un anione manganato(IV) (MnO44-) è stato preparato mediante radiolisi di soluzioni diluite di permanganato. È mononucleare in soluzione diluita e mostra un forte assorbimento nell'ultravioletto e un assorbimento più debole a 650 nm.

## Struttura

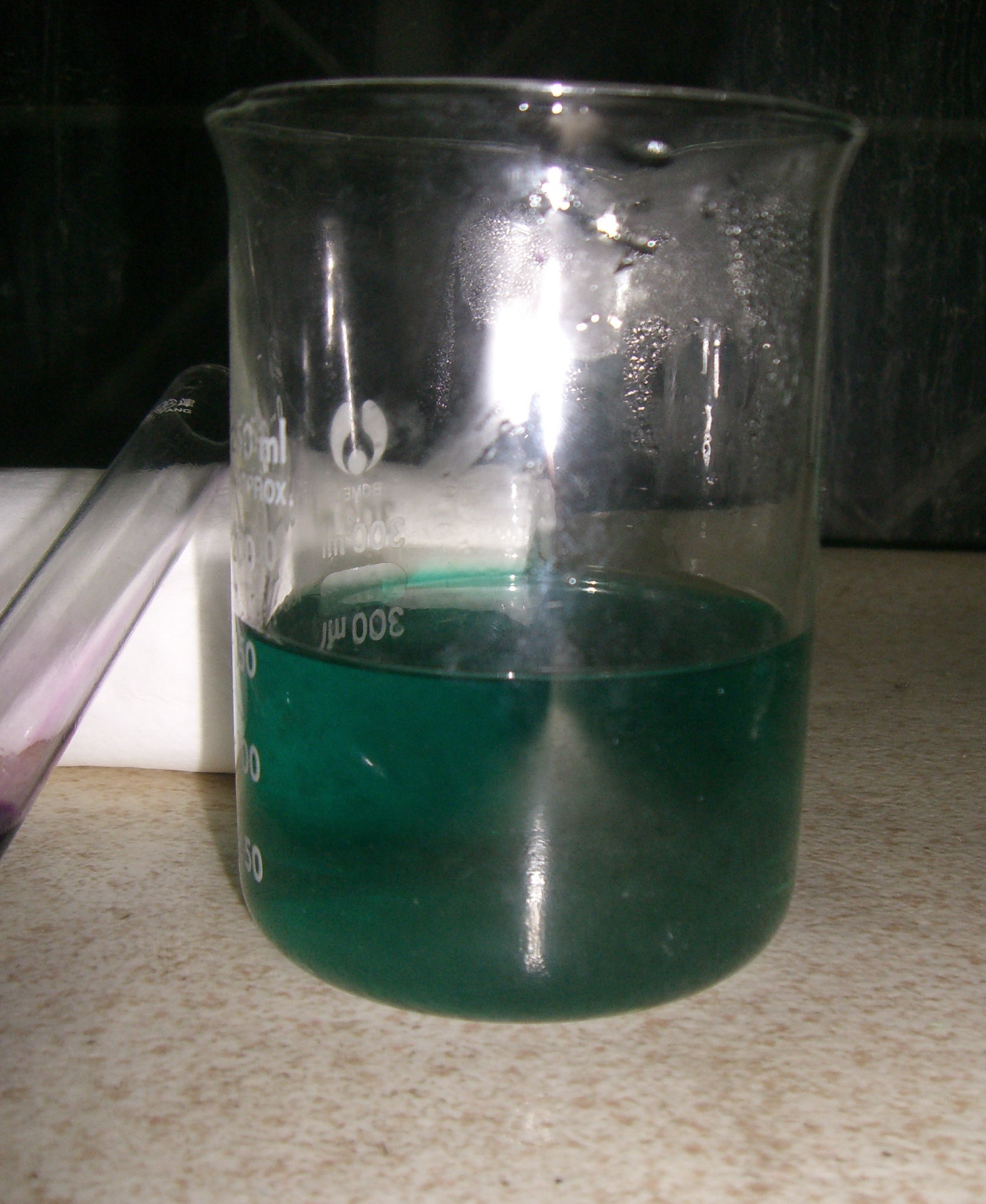
Soluzione contenente lo ione manganato(VI)

Lo ione manganato(VI) è tetraedrico, simile al solfato o al cromato: infatti, i manganati sono spesso isostrutturali con solfati e cromati, un fatto notato per la prima volta da Eilhard Mitscherlich nel 1831. La distanza manganese-ossigeno è 165,9 pm, circa 3 pm in più rispetto al permanganato. Come ione {\displaystyle d^{1}}, è paramagnetico, ma qualsiasi distorsione Jahn-Teller è troppo piccola per essere rilevata dalla cristallografia a raggi X. I manganati sono di colore verde scuro, con un massimo di assorbimento visibile alla lunghezza d'onda {\displaystyle \lambda _{max}=606\mathrm {nm} } {\displaystyle (\varepsilon =1710\,\mathrm {dm^{3}\,mol^{-1}cm^{-1}} )}. È stato riportato anche lo spettro Raman.

## Preparazione
Il manganato di sodio e il manganato di potassio vengono solitamente preparati in laboratorio agitando il permanganato equivalente in una soluzione concentrata (5-10 M) dell'idrossido per 24 ore o riscaldando.
{\displaystyle {\ce {4MnO4^{-}\ +\ 4OH^{-}->4MnO4^{2-}\ +\ 2H2O\ +\ O2}}}
Il manganato di potassio viene preparato industrialmente, come intermedio al permanganato di potassio, sciogliendo il diossido di manganese in idrossido di potassio fuso con nitrato di potassio o aria come agente ossidante:
{\displaystyle {\ce {2MnO2\ +\ 4OH^{-}\ +\ O2->2MnO4^{2-}\ +\ 2H2O}}}

## Disproporzione
I manganati sono instabili rispetto alla disproporzione in tutte le soluzioni acquose tranne le più alcaline. I prodotti finali sono il permanganato e il diossido di manganese, ma la cinetica è complessa e il meccanismo può coinvolgere specie protonate e/o il manganese(V).

## Usi
I manganati, in particolare il manganato di bario insolubile (BaMnO4), sono stati usati come agenti ossidanti nella sintesi organica: ossidano gli alcoli primari ad aldeidi e poi ad acidi carbossilici, e gli alcoli secondari a chetoni. Il manganato di bario è stato utilizzato anche per ossidare gli idrazoni a diazocomposti.

## Composti correlati
Il manganato è formalmente la base coniugata dell'ipotetico acido manganico {\displaystyle {\ce {H2MnO4}}}, che non può essere formato a causa della sua rapida disproporzione. Tuttavia, la sua seconda costante di dissociazione acida è stata stimata mediante tecniche di radiolisi pulsata:
{\displaystyle {\ce {HMnO4^{-}<=>4MnO4^{2-}\ +\ H^{+}\,\,}}} con {\displaystyle \,\,\mathrm {pK_{a}} =7,4\pm 0,1}

### Manganiti
Il nome "manganite" è usato per composti precedentemente ritenuti contenere l'anione {\displaystyle {\ce {MnO3^{3-}}}}, con manganese allo stato di ossidazione +3. Tuttavia, la maggior parte di queste "manganiti" non contengono ossoanioni discreti, ma sono ossidi misti con perovskite ({\displaystyle {\ce {LaMn^{III}O3}}}, {\displaystyle {\ce {CaMn^{IV}O3}}}), spinello ({\displaystyle {\ce {LiMn^{III,IV}2O4}}}) o strutture di cloruro di sodio ({\displaystyle {\ce {LiMn^{III}O2}}}, {\displaystyle {\ce {NaMn^{III}O2}}}).
Un'eccezione è il dimanganato di potassio(III) ({\displaystyle {\ce {K6Mn2O6}}}) che contiene anioni {\displaystyle {\ce {Mn2O6^{6-}}}}.